# DSL (Telekom)
DSL (von Digital Subscriber Line) der Deutschen Telekom ist der dominierende Breitband-Internetzugang in Deutschland. Seit Ende Juli 2007 wird der frühere Name T-DSL in der Produktvermarktung nicht mehr genutzt. 2023 bestanden 14 Millionen technisch von der Telekom realisierte DSL-Anschlüsse, entsprechend etwa 57 % aller geschalteten Breitband-DSL-Anschlüsse.
Bei DSL handelt es sich vorwiegend um ältere Breitband-Technik auf Basis von Kupferleitungen des Telefonnetzes. Dadurch wird die Entwicklung des deutschen Breitbandmarkts, im Vergleich mit führenden Ländern, gehemmt. Zum Vergleich nutzten 2015 nur 390.000 deutsche Haushalte moderne Glasfaserverbindungen ins Internet, entsprechend etwa 1 Prozent der Haushalte. 2023 waren es schätzungsweise bereits etwa 4 Millionen Haushalte.

## Technik
Technisch gesehen handelt es sich bei DSL der Telekom um ADSL over ISDN mit festen Datenraten von 384 bis 6.016 kbit/s im Downstream sowie von 64 bis 576 kbit/s im Upstream bzw. im Fall von T-DSL 16.000 um ratenadaptiv geschaltetes ADSL2+ mit einem Datenratenkorridor von 6 bis 16 Mbit/s im Downstream sowie von 0,5 bis 1 Mbit/s im Upstream.
Bezüglich weiterer technischer Einzelheiten siehe die Artikel über ADSL und DSL.
Für ihre Triple-Play-Bündelangebote vermarktet die Telekom VDSL2-Anschlüsse mit Bandbreiten von bis zu 250.000 kbit/s im Downstream sowie bis zu 40.000 kbit/s im Upstream. An Geschäftskunden gerichtet ist das Angebot von (T-)DSL Business symmetrisch. Hierbei handelt es sich um SDSL, das mit fixen Datenraten von 256 bis 2.048 kbit/s sowohl im Downstream als auch im Upstream geschaltet wird. Zusätzlich wurde der von der Telekom bis Ende August 2011 angebotene Internetzugang über Satellit unter dem Produktnamen (T-)DSL via Satellit vermarktet.
Unter der Bezeichnung Hybrid Access kündigte die Deutsche Telekom im Februar 2014 eine Kombination aus DSL- und LTE-Verbindung an, die über einen speziellen Router hergestellt wird. Ende November 2014 war das Produkt marktreif und wurde zunächst regional angeboten.
Zunächst waren die exakten Konditionen und technischen Details nicht bekannt, bald jedoch folgten Berichte über die wesentlichen Kernmerkmale, so unter anderem die ungedrosselte Mobilfunk-Flatrate als Bestandteil des Anschlusses. Seit Anfang März 2015 ist der Telekom Hybrid-Anschluss bundesweit verfügbar, dabei wurden zunehmend technische Schwierigkeiten bekannt, die sich in häufigen Störungen, Verbindungsabbrüchen und Schaltungsproblemen äußerten. Beobachter sehen insbesondere die Bündelung von DSL mit LTE kritisch, da das Netz auch bei der Telekom im internationalen Vergleich nur durchschnittliche Qualität biete.
Inzwischen sind verschiedene Hybrid Access Technologien standardisiert und haben sich als Produkte mehrerer Anbieter etabliert, um vor allem die Breitband-Versorgung im ländlichen Raum zu verbessern.

## Marktregulierung
DSL und die von der Telekom bereitgestellten DSL-Anschlüsse spielen für die Breitband/DSL-Marktregulierung in Form der für die Wettbewerber angebotenen Vorleistungen T-DSL-Resale, T-DSL-ZISP, ISP-Gate, T-OC-DSL sowie Bitstromzugang eine entscheidende Rolle.

## Geschichte
Die ersten Anschlüsse konnten ab 1. Juli 1999 in Berlin, Bonn, Köln, Düsseldorf, Frankfurt am Main, Hamburg, München und Stuttgart geschaltet werden und wurden nur als ADSL-Bündelprodukte mit T-ISDN und einer fixen Datenrate von 768 kbit/s im Downstream und 128 kbit/s im Upstream angeboten; ab Mitte 2000 auch für Analoganschlüsse – allerdings zunächst ohne Preisvorteil gegenüber dem Produktbündel mit T-ISDN.
Ab Mitte September 2002 wurde für Anschlüsse mit relativ kurzen Anschlussleitungen T-DSL 1.500 mit einer Datenrate von 1.536 kbit/s im Downstream sowie 192 kbit/s im Upstream im gesamten T-DSL-Ausbaugebiet angeboten und ab Anfang Dezember 2002 für Anschlüsse mit längeren Anschlussleitungen auch T-DSL 384/64 mit jeweils halbierter Datenrate des Standard-T-DSL-Anschlusses als Rückfalloption zum gleichen Preis wie T-DSL 768/128.
Ab April 2004 wurden als Standarddatenraten Anschlüsse mit 1.024/128, 2.048/192 und 3.072/384 kbit/s down-/upstream vermarktet sowie der T-DSL-Preis für Analog- und ISDN-Anschlüsse angeglichen. Mitte 2005 wurde die letztgenannte Standarddatenrate durch 6.016/576 kbit/s ersetzt.
Bis zum 1. Juli 2004 wurde T-DSL ausschließlich von der Telekom angeboten. Danach konnten auch andere Provider das Produkt unter eigenem Namen vermarkten (T-DSL-Resale).
Ab Frühjahr 2006 wurde T-DSL 16.000 mittels ADSL2+-Technik in einer zunehmenden Zahl von Anschlussbereichen angeboten.
Seit Ende 2006 bietet die Telekom über eine alternative IP-DSL-Infrastruktur ihre IPTV-Bündelangebote unter dem Namen Entertain an – anfangs ausschließlich in wenigen Ballungsräumen auf der Basis von VDSL2, seit August 2007 in zunächst 750 Städten auch über ADSL2+.
Seit Mitte 2008 muss die Telekom ihre DSL-Anschlüsse als sogenannten Standalone-Bitstromzugang an Wettbewerber vermieten, ohne dass der Teilnehmer wie bei T-DSL-Resale einen herkömmlichen Festnetzanschluss der Deutschen Telekom unterhalten muss; seit Anfang 2009 bietet die Telekom ihren eigenen Kunden auch DSL-Komplettpakete auf All-IP-Anschluss-Basis an.
| Jahr | DSL-Anschlüsse                                                     | max. Datenrate (Down-/Upstream) Mbit/s |
| ---- | ------------------------------------------------------------------ | -------------------------------------- |
| 1999 | 2900                                                               | 0,768/0,128                            |
| 2000 | 0,6 Mio.                                                           | 0,768/0,128                            |
| 2001 | 2,2 Mio.                                                           | 0,768/0,128                            |
| 2002 | 2,8 Mio.                                                           | 1,536/0,192                            |
| 2003 | 4,0 Mio.                                                           | 1,536/0,384                            |
| 2004 | 5,8 Mio. (davon Resale 0,2 Mio.)                                   | 3,072/0,512                            |
| 2005 | 7,9 Mio. (davon Resale 1,6 Mio.)                                   | 6,016/0,576                            |
| 2006 | 10,3 Mio.(davon Resale 3,2 Mio.)                                   | 16/1,024                               |
| 2007 | 12,5 Mio.(davon Resale 3,5 Mio.)                                   | 16/1,024                               |
| 2008 | 13,3 Mio. (davon Bitstream/Resale 2,7 Mio. und Entertain 0,5 Mio.) | 16/1,024 (50/10 bei VDSL2)             |

## Auffälligkeiten
Bei längeren Anschlussleitungen setzte die Telekom feste Ratenschaltungen ein. Dadurch wurden die erzielbaren Datenübertragungsraten im Vergleich zu nationalen und internationalen Wettbewerbern, die schon seit mehreren Jahren in solchen Fällen die marktüblichen Ratenadaptivschaltungen (englisch Rate Adaptive Mode, RAM) verwenden, deutlich eingeschränkt.
Ursprüngliche Pläne aus dem Herbst 2007, ab Ende 2008 das gesamte ADSL-Produktportfolio mit ratenadaptiver Schaltung anzubieten, wurden wiederholt verschoben; zuletzt wurde eine für Februar 2010 vorgesehene Vertriebsfreigabe wieder zurückgezogen. Der offizielle Vertriebsstart für RAM war dann der 1. Februar 2011. Der RAM kann seitdem bei neubeauftragten Anschlüssen und Anschlüssen im bestehenden Vertragsverhältnis hinzugebucht werden.